# Navidades (album)
Navidades è il ventesimo album di Luis Miguel pubblicato nel 2006.

## Tracce
1. Santa Claus Llegó A La Ciudad – 1:56 (testo: Fred Coots, Haven Gillespie – adatt. spagnolo: Juan Carlos Calderón – musica: Fred Coots, Haven Gillespie)
2. Te Deseo Muy Felices Fiestas – 4:16 (testo: Hugh Martin, Ralph Blane – adatt. spagnolo: Juan Carlos Calderón – musica: Hugh Martin, Ralph Blane)
3. Frente A La Chimenea – 1:55 (testo: Johnny Marks – adatt. spagnolo: Edgar Cortázar – musica: Johnny Marks)
4. Blanca Navidad – 3:30 (testo: Irving Berlin – adatt. spagnolo: Juan Carlos Calderón – musica: Irving Berlin)
5. Navidad, Navidad – 2:34 (testo: James Lord Pierpont – adatt. spagnolo: Juan Carlos Calderón – musica: James Lord Pierpont)
6. Estaré En Mi Casa Esta Navidad – 2:48 (testo: Buck Ram, Kim Gannon, Walter Kent – adatt. spagnolo: Juan Carlos Calderón – musica: Buck Ram, KIm Gannon, Walter Kent)
7. Mi Humilde Oración – 3:18 (testo: David Foster, Linda Thompson – musica: David Foster, Linda Thompson)
8. Va A Nevar – 1:52 (testo: Jule Styne, Sammy Cahn – musica: Jule Styne, Sammy Cahn)
9. Sonríe – 3:07 (testo: Charlie Chaplin, Jule Styne, Sammy Cahn – musica: Charlie Chaplin, Jule Styne, Sammy Cahn)
10. Llegó La Navidad – 2:06 (testo: Dick Smith, Felix Bernard – musica: Dick Smith, Felix Bernard)
11. Noche De Paz – 3:41 (testo: Joseph Mohr, Franz Xaver Gruber – adatt. spagnolo: Juan Carlos Calderón – musica: Joseph Mohr, Franz Xaver Gruber)